# Aeolesthes indicola
Aeolesthes indicola là một loài bọ cánh cứng trong họ Cerambycidae.